# Yun Qu
Yun Qu (Hangzhou, República Popular China, 5 de junio de 1978) es una nadadora china retirada especializada en pruebas de estilo mariposa media y larga distancia, donde consiguió ser subcampeona mundial en 1994 en los 100 y 200 metros estilo mariposa.

## Carrera deportiva
En el Campeonato Mundial de Natación de 1994 celebrado en Roma, ganó la medalla de plata en los 100 metros estilo mariposa, con un tiempo de 59.69 segundos, tras su compatriota Liu Limin  (oro con 58.98 segundos) y también ganó medalla de plata en los 200 metros estilo mariposa, con un tiempo de 2:07.42 segundos, de nuevo llegando tras su compatriota Liu Limin.